# Olga Georges-Picot
Olga Georges-Picot (Shanghai, 6 gennaio 1940 – Parigi, 19 giugno 1997) è stata un'attrice francese.

## Biografia
Figlia dell'ambasciatore Guillaume Georges-Picot, che fu delegato permanente della Francia presso il Consiglio di sicurezza delle Nazioni Unite, e della di lui consorte, di origine russa, pur avendo studiato presso l'Actors Studio non si è mai veramente imposta come attrice di valore, partecipando molto spesso a film di livello modesto. Fu anche protagonista di alcune serie televisive francesi. Dal 1966 al 1968 fu sposata con l'attore e pittore francese Jean Sobieski. Sofferente di depressione, morì suicida, gettandosi dal quinto piano di un palazzo parigino affacciato sulla Senna.

## Filmografia parziale

### Cinema
- Le parigine (Les Parisiennes), regia di Jacques Poitrenaud, nello sketch : Ella (1962)
- Due per la strada (Two for the Road), regia di Stanley Donen (1966)
- Due sporche carogne - Tecnica di una rapina (Adieu l'ami), regia di Jean Herman (1968)
- Je t'aime, je t'aime - Anatomia di un suicidio (Je t'aime, je t'aime), regia di Alain Resnais (1968)
- The Other People, regia di David Hart (1968)
- Catherine, un solo impossibile amore (Catherine, il suffit d'un amour), regia di Bernard Borderie (1969)
- Connecting Rooms, regia di Franklin Gollings (1969)
- Summit, regia di Giorgio Bontempi (1969)
- L'uomo che uccise se stesso (The Man Who Haunted Himself), regia di Basil Dearden (1970)
- Stringimi forte, voglio la tua dolce violenza (Féminin, féminin), regia di Henri Calef (1971)
- La Cavale, regia di Michel Mitrani (1971)
- Un uomo libero (Un homme libre), regia di Roberto Muller (1972)
- Tutta femmina (Le feu aux lèvres), regia di Pierre Kalfon (1972)
- Les confidences érotiques d'un lit trop accueillant, regia di Michel Lemoine (1972)
- L'homme qui renonça au tabac (Mannen som slutade roka), regia di Tage Danielson (1972)
- Il giorno dello sciacallo (The Day of the Jackal), regia di Fred Zinnemann (1972)
- La Révélation, regia di Alain Lavalle (1973)
- Spostamenti progressivi del piacere (Glissements progressifs du plaisir), regia di Alain Robbe-Grillet (1974)
- La strana signora della grande casa (Persécution), regia di Don Chaffey (1974)
- Children of Rage, regia di Arthur Allan Seidelman (1974)
- Amore e guerra (Love and Death), regia di Woody Allen (1975)
- Goodbye Emmanuelle, regia di François Leterrier (1977)
- Perché uccidere Lorraine? (Brigade mondaine), regia di Jacques Scandelari (1978)
- Rebelote, regia di Jacques Richard (1983)